# May Lifschitz
May Simón Lifschitz (17. maj 1995) er en dansk-argentisk autodiadakt skuespiller og transkønnet model. Hun er kendt fra Netflix-serien Warrior Nun,  og danske film- og tv-produktioner som Vildheks, DR3-serien Yes No Maybe og DR-serien Orkestret.

## Opvækst
Lifschitz blev født den 17. maj 1995 i Corrientes i Argentina, som barn af en dansk mor, lærer, og en argentisk far, læge. Hun har en storesøster. Efter flere indbrud i hjemmet og generel utryghed i hjembyen, valgte familien i 2002 at flytte til Kærbølling lidt øst for Bredsten, hvor Lifschitz' bedsteforældre boede. Her gik Lifschitz på både Balle Friskole, Grejsdal Skole og Langelinie Skole efterfulgt af både Rødkilde Gymnasium og Rosborg Gymnasium. Som 14-årig blev Lifschitz under en tur i Aarhus spottet af en modelspejder, og hun blev tilknyttet et tysk modelbureau. Under en studietur til New York i gymnasiet i 2011, fik hendes modelbureau arrangeret et møde med den amerikanske modefotograf Steven Meisel. Dette resulterede i Lifschitz' første store modeljob som 16-årig for det franske modehus Lanvin. Designeren Alber Elbaz insisterede på at fotografere hende i modehusets kvindekollektion, hvilket Lifschitz indvilligede i. Kampagnen som kvindemodel blev en åbenbaring for Lifschitz som efterfølgende ønskede at stoppe sin mandlige pubertet. Under en tur til New York opsøgte Lifschitz en klinik, hvor hun som 16-årig fik hormon-medicin. I takt med at Lifschitz fik et mere androgynt udtryk blev hun af sit modelbureau i en periode hyret som både herre- og kvindemodel. Som 18-årig begyndte Lifschitz sin fysiske transition og da hun ikke længere ønskede at optræde som herremodel, blev hun droppet af sit modelbureau.

## Karriere
Hun arbejdede på kampagner for Adidas og blev den kun anden transkønnede model til at arbejde på en Victoria's Secret-kampagne efter Valentina Sampaio. Lifschitz flyttede i 2014 fra Vejle til Aarhus og kort efter videre til København, hvor hun arbejdede som model og havde et bijob hos Mac Cosmetics i Magasin.
Hun fik sin skuespilsdebut i 2015, da hun efter at have solgt en læbestift til casting director Anja Phillip, blev inviteret til casting på en afgangsfilm på filmskolen. Hun fik sin debut i Kasper Kalles afgangsfilm Sorte måne. I 2015 blev hun den første transkønnede person til at være på forsiden af et skandinavisk magasin i magasinet Cover. I 2017 medvirkede hun i ét enkelt afsnit af DR3-serien Yes No Maybe. Hun fik sin filmdebut med rollen som onde hersker Kimæra i børneeventyr-filmen Vildheks i 2018. I 2020 fik hun sin internationale debut da hun medvirkede i fire afsnit af Netflix-fantasy-drama-seiren Warrior Nun. Showforfatter David Hayter fortalte en fan, at Lifschitz var tilfreds med Warrior Nun-manuskriptet, specifikt fordi det ikke nævner, at hun er transkønnet, hvilket er meget usædvanligt for transkønnede roller.  Samme år medvirkede Liftschitz også i den danske drama-serie Friheden. I 2022 fik hun sit danske gennembrud, da hun medvirkede i DR-serien Orkestret som den eksotiske og indtagende østeuropæiske kvinde Anastacia.
I august 2023 blev hun den første transkønnede person til at være på forsiden af magasinet ALT for damerne. I 2023 modtog hun prisen "Årets LGBT+-person" ved Danish Rainbow Awards. I 2023 havde hun sin teaterskuespilsdebut med rollen som Juliet Capulet i en moderne fortolkning af Shakespeares Romeo & Julie, i impro-forestillingen Juliet's Birthday Bash på Kronborg Slot.
I efteråret 2024 medvirkede Lifschitz i 21. sæson af TV 2s underholdningsprogram Vild med dans, hvor hun som den første transkønnede deltager nogensinde, dansede med den professionelle danser Mads Vad. Lifschitz var blevet spurgt af TV 2 to gange tidligere om hun ville deltage, men hun valgte at sige nej, da hun følte at hun kun blev efterspurgt fordi hun var transkønnet. Lifschitz og Mads Vad udgik fra programmet som femte par, da Lifschitz måtte trække sig kort før syvende liveshow, grundet sygdom. Parret endte dermed på sjettepladsen.

## Privatliv
Lifschitz skiftede i 2013 juridisk køn fra mand til kvinde.
Lifschitz har været i forhold med Jens Lund siden 2014 og forlovet siden 2023.

## Filmografi

### Film
| År   | Titel        | Rolle        |
| ---- | ------------ | ------------ |
| 2015 | Sorte måne   | Marina       |
| 2018 | Vildheks     | Kimæra       |
| 2018 | Christian IV | Vibeke Kruse |

### Tv-serier
| År        | Titel             | Rolle          | Antal afsnit |
| --------- | ----------------- | -------------- | ------------ |
| 2017      | Yes No Maybe      | Sofia          | 1 episode    |
| 2020      | Warrior Nun       | Chanel         | 4 episoder   |
| 2020-2021 | Friheden          | Sabine         | 7 episoder   |
| 2022      | Jälkeläiset       | Simone Osten   | 8 episoder   |
| 2022      | Ingen vej tilbage | Cat            | 5 episoder   |
| 2023      | Foundation        | Forcer Wallick | 1 episode    |
| 2022-2024 | Orkestret         | Anastacia      | 5 episoder   |